# Bradford (Pensilvania)
Bradford es una ciudad ubicada en el condado de McKean en el estado estadounidense de Pensilvania. En el año 2000 tenía una población de 9175 habitantes y una densidad poblacional de 1026,8 personas por km².

## Geografía
Bradford se encuentra ubicada en las coordenadas 41°57′33″N 78°38′41″O / 41.95917, -78.64472.